# Scoonie Penn
James "Scoonie" Penn (Brooklyn, New York, 9. siječnja 1977.) je američki profesionalni košarkaš. Igra na poziciji razigravača, a trenutačno je član ukrajinskog BC Kijeva.

## Karijera
Igrao je na sveučilištu Boston College, ali se ubrzo premješta na sveučilište Ohio State. Ondje je bio suigrač današnjeg NBA igrača, Michaela Reeda. Penn nakon sveučilišta napušta Ameriku i odlazi u Europu. Najveći trag je ostavio u srpskoj Crvenoj zvezdi. Sljedeće sezone napušta klub i odlazi u hrvatsku Cibonu. S Cibonom je igrao Euroligu, a već nakon jedne sezone provedene u hrvatskom prvoligašu odlazi u grčki Olympiacos.

## Vanjske poveznice
- Profil Legabasket.it
- Profil na Euroleague.net